# Syllepte fulviceps
Syllepte fulviceps là một loài bướm đêm trong họ Crambidae.